# Paisatge protegit de les Fozes de Fago i Biniés
El Paisatge protegit de les Fozes de Fago i Biniés és un paisatge protegit situat en La Jacetània, a la província d'Osca, entre els termes municipals d'Ansó, Canal de Berdún i el Valle de Hecho.
Té una superfície de 1.440 ha que es divideixen entre la Foz de Fago formada pel barranc Tartiste (1.158 ha) i la Foz de Biniés formada pel riu Veral (1.282 ha). Les altituds a la Foz de Fago oscil·len entre els 610 msnm al riu Veral fins als 1.267 a La Punta del Trueno, i a la Foz de Biniés oscil·len entre els 675 msnm al barranc de Fago i els 1.239 al turó Velezcarra.
El paisatge protegit va ser creat el 13 d'abril de 2010, amb la llei 71/2010 del Govern d'Aragó. És també Lloc d'Importància Comunitària i ZEPA.

## Geologia
Geològicament l'àrea que ocupen les gorges formen una unitat morfoestructural del flysch, situada al sud de les serres prepirinenques interiors i que baixa des dels 2.000-2.100 msnm fins al municipi de Canal de Berdún, a 800-1.000 m. Al flysch d'aquesta zona destaca la unitat litostratigràfica nomenada Grupo Echo. El paisatge de pedra de sorra està configurat per pics arrodonits.
Els trams on el riu Veral ha excavat el substrat geològic formant gorges corresponen a trams que travessen els materials durs, solubles i permeablesde calcàries, materials que no han permès fer una vall més àmplia com les que n'hi ha als trams per on el riu travessa la calcària. A causa del procés de karstificació, en molts punts, l'aigua forada la calcària formant així coves i grutes com la Cova del Palomar i la Gruta dels Gavachos.

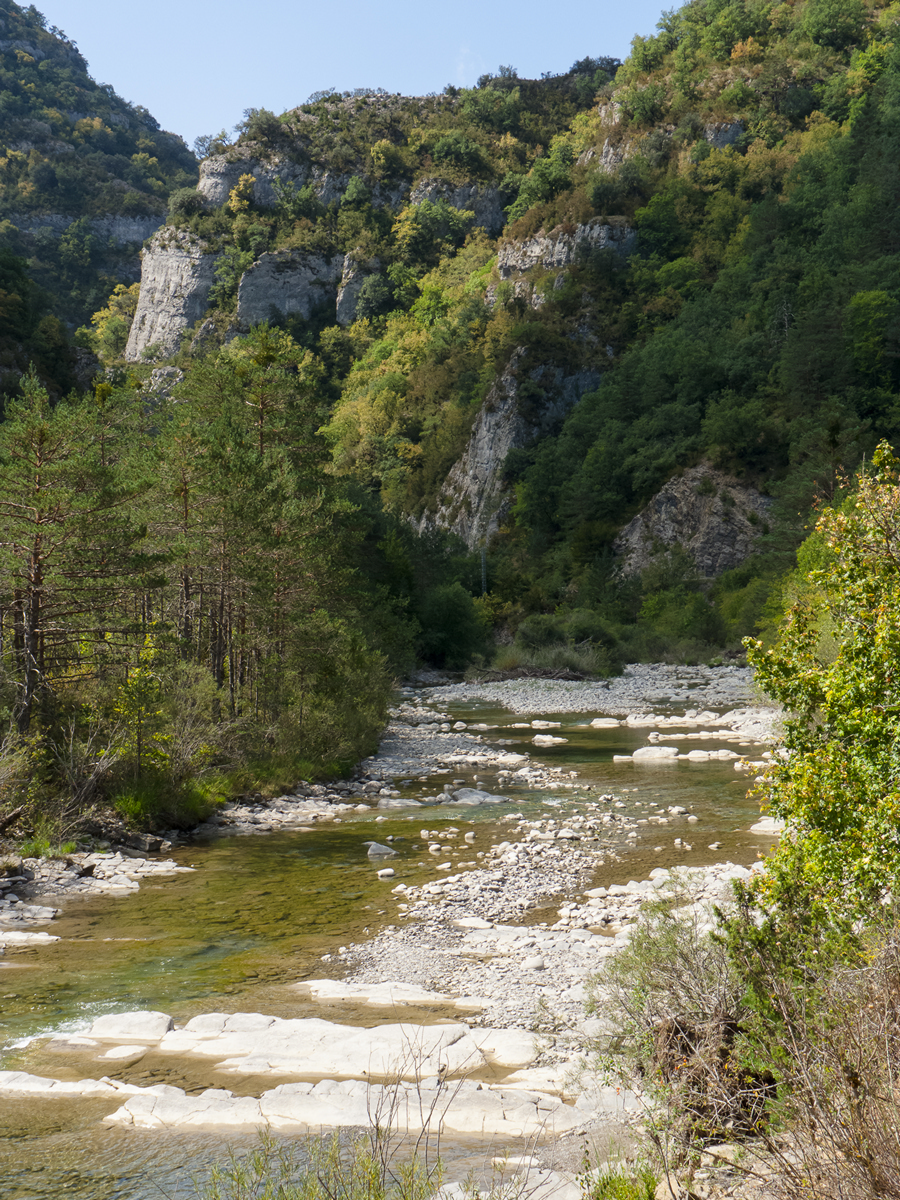
Riu Veral Paisatge protegit de les Fozes de Fago i Biniés
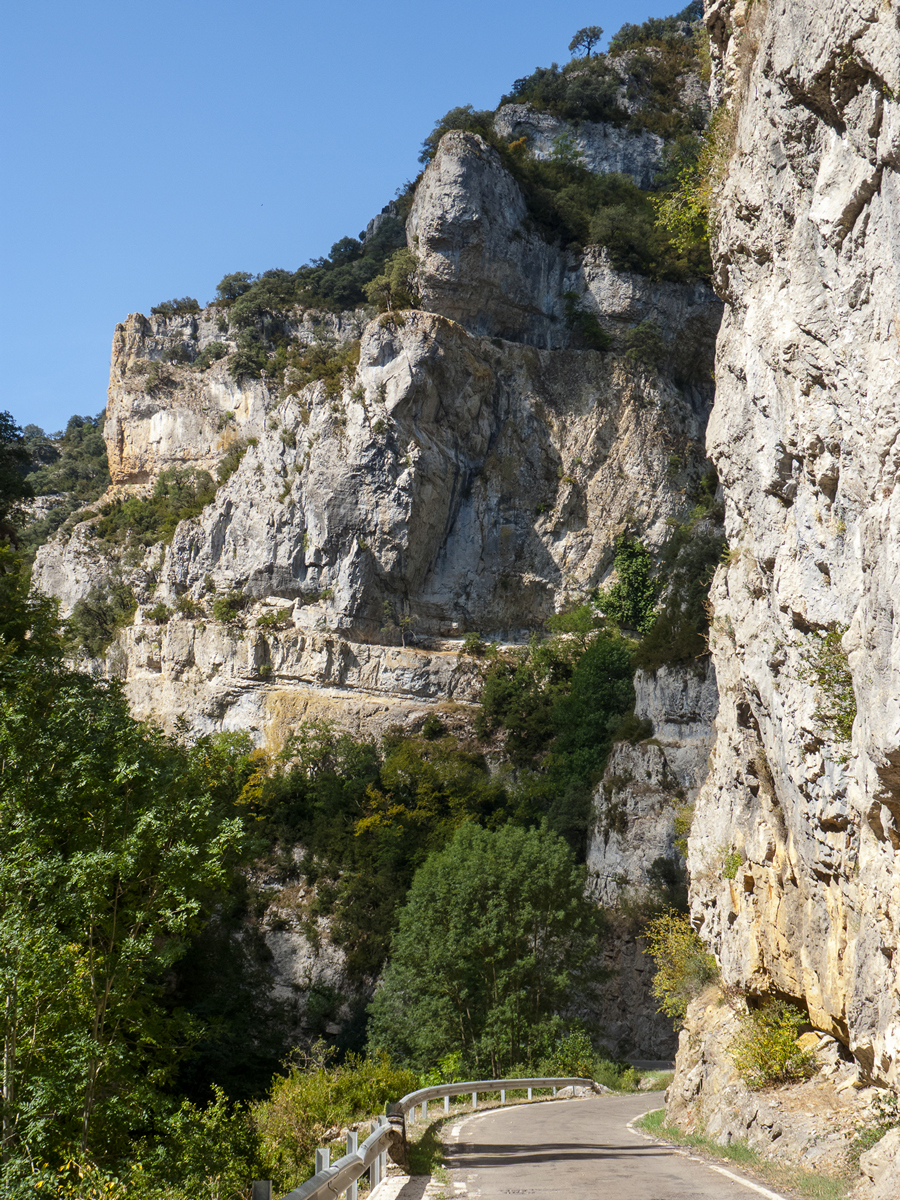
Vista del paisatge
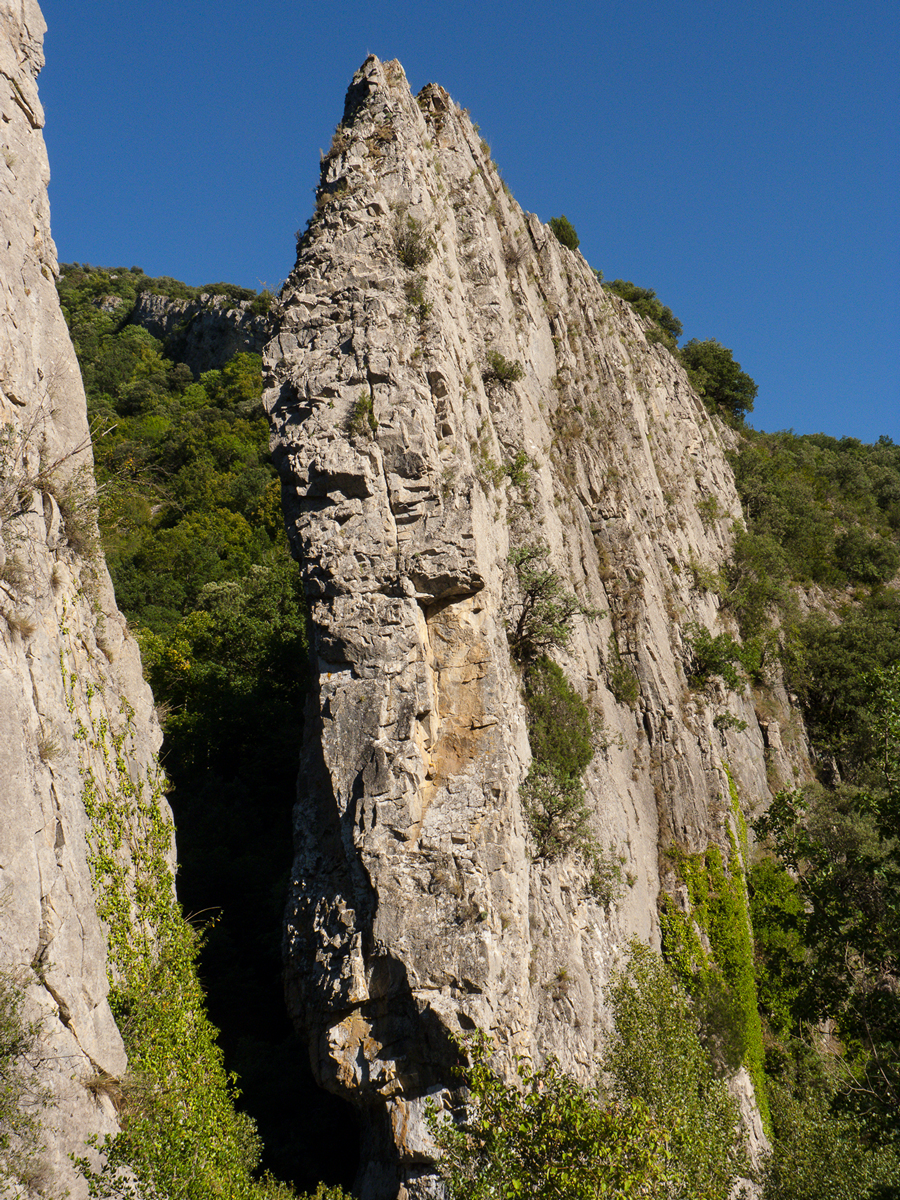
Foz de Biniés

## Fauna
Les espècies animals són nombroses en aquesta zona. Entre les aigües es poden destacar el voltor, el trencalòs, el pela-roques i el ballester, totes elles especiïs associades a les zones de rostas. A les zones aquàtiques es troben també el merla d'aigua europea i la cuereta torrentera.
Entre els peixos presents als rius i barrancs es pot destacar la truita comuna, el barb comú, el barb cua-roig, la Parachondrostoma toxostoma, la madrilleta roja, el piscardo i l'andrea.
Entre els amfibis i rèptils, destaquen el dragó comú, la sargantana cuallarga, la serp d'Esculapi, el gripau comú i la granota comuna.

## Flora
La seva flora respon a la seva situació en una zona de transició entre els climes atlàntic i mediterrani.
Les zones de més baixa altitud constitueixen un ecosistema mesomediterrani on es troben alzines, arbusts com el boix i d'altres espècies com aladerns, aladern de fulla ampla, terebint, càdec, espantallops i euforbi mediterrani.
Els fons de les gorjes constitueixen enclavaments amb microclimes més freds on apareixen exemplars d'alzines, aladern de fulla estreta i didalets.
Altres espècies que es troben en aquest entorn són el pi roig, procedent de repoblacions degudes a l'acció humana.
A les riberes dels rius i barrancs hi ha salzes grisos i vermells que a l'hivern donen color a la zona.